# Deck the Halls, Bruise Your Hand
Deck The Halls And Bruise Your Hand est le cinquième album du groupe de rock chrétien Relient K et est le premier album de Noël du groupe, paru en novembre 2003.

## Titres de l'album
1. Angels We Have Heard On High
2. Deck The Halls
3. 12 Days of Christmas
4. Silent Night / Away In A Manger
5. I Celebrate The Day
6. We Wish You A Merry Christmas
7. Santa Clause Is Thumbing To Town
8. Handel's Messiah
9. I Hate Christmas Parties
10. Auld Lang Syne